# 聖三一教堂 (埃文河畔斯特拉特福)
聖三一教堂（The Collegiate Church of the Holy and Undivided Trinity, Stratford-upon-Avon）是英格蘭沃維克郡埃文河畔斯特拉特福的一座英國國教會的教區教堂，被列入英國一級保護建築。現在每年有超過20萬人遊覽這座教堂。
英国著名剧作家威廉·莎士比亚受洗并埋葬于此。